# Лаврово (Воронцовская волость)
Лавро́во — деревня в Островском районе Псковской области. Входит в состав Воронцовской волости.
Расположена в 30 км к юго-востоку от города Остров и в 3 км к юго-востоку от волостного центра, села Воронцово.
Численность населения деревни по состоянию на 2000 год составляет 39 жителей.